# Super Bowl LIX Halftime Show

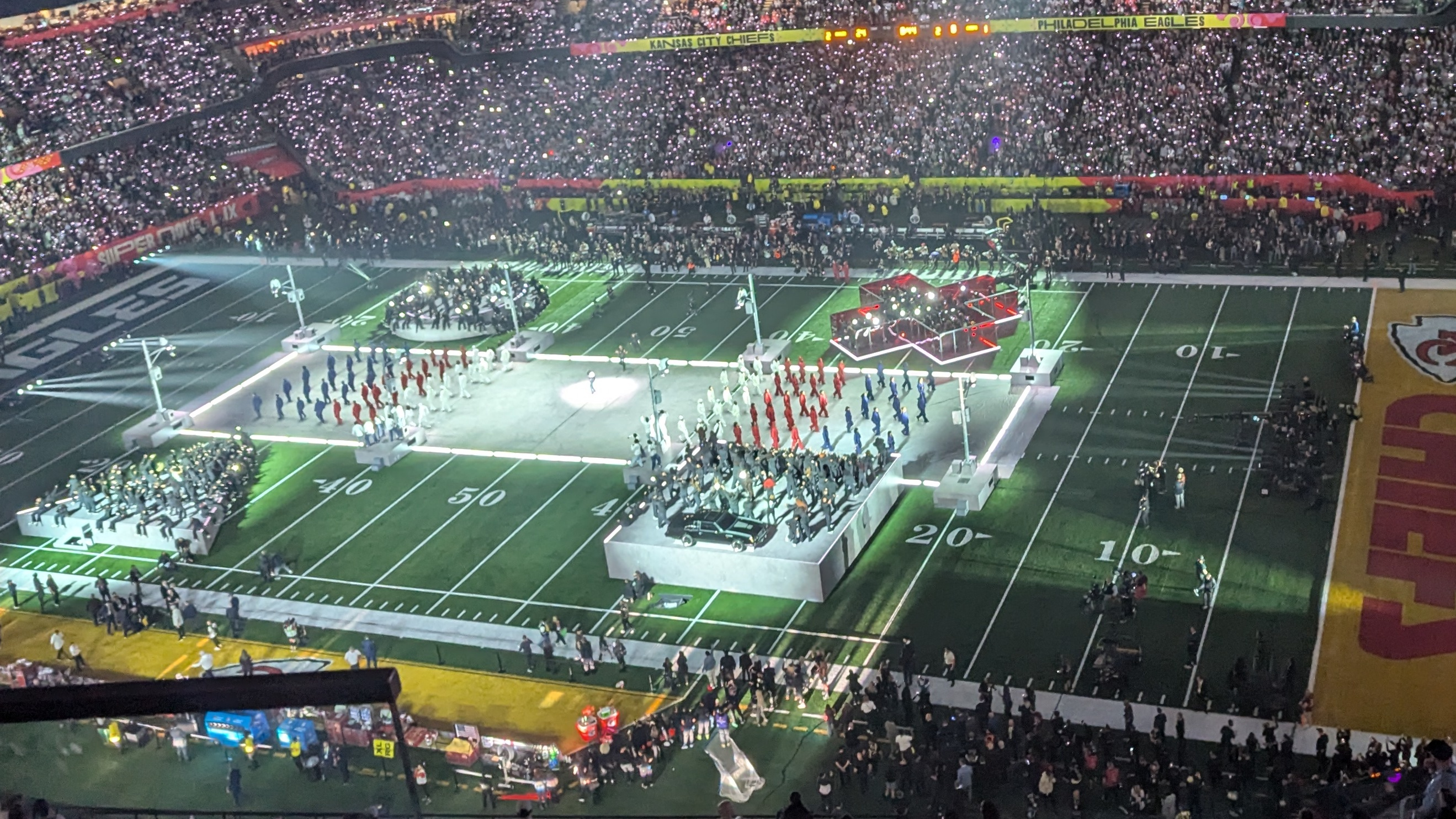
Super Bowl LIX Halftime Show

Die Apple Music Super Bowl LIX Halftime Show war die Halbzeitshow beim Super Bowl LIX am 9. Februar 2025 im Stadion Caesars Superdome in New Orleans. Dort war US-Rapper Kendrick Lamar, der schon beim Super Bowl LVI aufgetreten war, Hauptkünstler, auch Sängerin SZA, Schauspieler Samuel L. Jackson, Produzent Mustard und Tennisstar Serena Williams traten auf.

## Ankündigung
Am 8. September 2024 wurde Lamar als Hauptdarsteller der Halbzeitshow des Super Bowl LIX angekündigt. Außerdem teilte er über YouTube zwei Ankündigungsvideos: Im ersten, in dem er sich selbst als Hauptdarsteller vorstellt, steht er auf einem Football-Feld vor einer großen amerikanischen Flagge, wo er Footballs durch eine Passmaschine an Spieler aus dem Off wirft. Im zweiten gab er die Teilnahme von SZA bekannt.

## Ablauf
Der Auftritt begann damit, dass Samuel L. Jackson sich als Uncle Sam vorstellte. Er gab Kendrick zwischen den Songs verschiedene satirische Kommentare und Ratschläge, die die kulturelle Kluft in Amerika verdeutlichen sollten. Kendrick Lamar und seine Background-Tänzer stiegen aus einem schwarzen Buick GNX auf die Bühne, die an einen riesigen PlayStation-Controller angelehnt war. Den Auftakt bildete ein Ausschnitt aus dem unveröffentlichten Song „Bodies“. Bei der Performance von HUMBLE formten die Tänzer symbolisch eine gespaltene US-Flagge. Lamar kündigte später zunächst eine Performance von „Not Like Us“ an, spielte aber doch erst „Luther“ und „All the Stars“ mit SZA, bevor er zu „Not Like Us“ zurückkehrte. Die Profi-Tennisspielerin Serena Williams, die wie Lamar in Compton lebt, hatte einen kurzen Auftritt, als sie während „Not Like Us“ einen Crip-Walk machte – eine Anspielung auf einen ähnlichen Tanz, den Williams nach ihrem Sieg bei den Olympischen Sommerspielen 2012 aufführte und für den sie einige Kritik einstecken musste. Der Auftritt wurde auch als Seitenhieb gegenüber Drake aufgefasst, mit dem Williams Gerüchten zufolge einige Jahre zuvor zusammen gewesen war. Den Abschluss des Auftritts bildete „TV Off“, bei dem Mustard als Gast auftrat. Zum Schluss sagte Lamar „Turn this tv off!“ und die Worte „GAME OVER“ wurden durch die Lichter der Zuschauerarmbänder angezeigt.

## Titelliste
1. Bodies (bisher unveröffentlichter Song)
2. Squabble Up
3. Humble
4. DNA
5. Euphoria
6. Man at the Garden
7. Peekaboo
8. Luther (mit SZA)
9. All the Stars (mit SZA)
10. Not Like Us
11. TV Off (mit DJ Mustard)